# 湖北省人民政府直属特设机构
湖北省人民政府直属特设机构在湖北省人民政府统一领导下，负责领导和管理某一方面的行政事务，行使特定的国家行政权力，其行政首长均为湖北省人民政府组成人员。目前，湖北省人民政府设置1个特设机构。

## 现行湖北省人民政府直属特设机构序列
1. 湖北省国有资产监督管理委员会 [1]